# Haradziszcza (rejon dokszycki)
Haradziszcza (pol. Horodyszcze, biał. Гарадзішча; ros. Городище, Gorodiszcze) – wieś na Białorusi, w obwodzie witebskim, w rejonie dokszyckim, w sielsowiecie Biarozki. W 2009 roku liczyła 5 mieszkańców.